# 아심

외스트폴 주에 표시된 아심의 위치

아심(노르웨이어: Askim)은 노르웨이 외스트폴주에 위치한 도시로, 면적은 69km2, 인구는 14,703명(2009년 기준), 인구 밀도는 212명/km2이다.

시 문장